# Alamo (Georgia)
Alamo è una città degli Stati Uniti d'America, situata in Georgia, nella Contea di Wheeler, della quale è il capoluogo.